# Collarina fayalensis
Collarina fayalensis är en mossdjursart som beskrevs av Harmelin 1978. Collarina fayalensis ingår i släktet Collarina och familjen Cribrilinidae. Inga underarter finns listade i Catalogue of Life.